# 山口県立下関中等教育学校
山口県立下関中等教育学校（やまぐちけんりつ しものせきちゅうとうきょういくがっこう）とは、山口県下関市彦島老町二丁目にある県立中等教育学校。市民からは主に「中等」と呼ばれるが、昔の名残で「第一」・「一高」とも呼ばれることがある。
2006年3月に、それまでの山口県立下関第一高等学校（やまぐちけんりつ しものせきだいいちこうとうがっこう）を改組したもの（実際には下関第一高校時代の2004年度から中高一貫教育を進めている）である。

## 概要
山口県で初、下関で唯一の中等教育学校である（ただし中高一貫校としては山口県立高森みどり中学校・高森高等学校に次ぐ2番目）。旧下関第一高校の校舎を2002年より解体、敷地内に新たに校舎を建設したものである。
英表記をShimonoseki Secondary Schoolと表し、頭文字のSSSを組合わせて作られている校章（校章旗とは別）は、制服のボタンや、指定靴下のワンポイントに使用されている。
特別教室棟には、3階に芸術系教室、2階に理科系教室、1階に家庭科系教室と、一学年（120人）が座れる大学のような講義室（コミュニケーションルーム）がある。
また図書室は一般利用が可能。 ただし、利用の際には事前連絡を要し、利用できる時間帯は平日午前中で、授業などで使用しない場合に限られる。
食堂があるが、これは前期課程（中学校に相当）の給食を行う場所で、いわゆる学生食堂ではない。
校歌は下関第一高等学校卒業生によって作曲され、歌詞は全国に公募された（校章も同様）。ピアノ伴奏版とオーケストラ版があり、ピアノ伴奏版は学校行事に校歌斉唱として使用され、オーケストラ版は管弦楽部によって式典時に使用される。
また、登校時には多くの生徒がバス停から校舎までのおよそ600mの長い坂道を登っている。この坂は「一高坂」や中等に移行した事を強調するために「中等坂」と呼ばれている。

## 学科
- 普通科（中高一貫教育）

## 沿革
- 1962年（昭和37年）4月1日 - 下関市立下関第一高等学校開校。
- 1970年（昭和45年）4月1日 - 山口県に移管、山口県立下関第一高等学校に改組。
- 2004年（平成16年）4月1日 - 下関第一高等学校敷地内に山口県立下関中等教育学校開校。下関第一高等学校は2004年度より新規生徒募集停止。
- 2005年（平成17年）6月2日 - 平成17年度 文部科学省公立学校優良施設審査 優良。
- 2006年（平成18年）3月1日 - 最後の生徒卒業を以て山口県立下関第一高等学校閉校、下関中等教育学校に完全移管。

## 特色
チューター会制度
チューター会制度を採用しており、少人数での教育・進路指導を徹底している。当初は各学年から数人を組合わせての縦割り教育を計画していたが、同学級を2分割した横割り制になっている。
少人数で教育が行え、徹底した学習指導・進路指導が行える長所をもつが、本校の場合、反面として学級の交流が極めて少なく、問題視されている。
具体例として、旦陵祭（学園祭）・マラソン会など、全校で行う行事はほとんど全て各チューターで企画・運営を行う事となっている（体育大会は全学年チューターの縦割り組合わせで行われる）。
国際的な教育
教育目標に『世界に飛躍する人材の育成を図る』というものがあり、教育方針には『豊かな感性を育み、国際社会で通用する表現力・コミュニケーション能力を育てる』というものがあり、国際交流が深い下関に位置するということで、国際的な学習を行っている。
特に中国・韓国のアジア圏の学習に力を入れており、中国人・韓国人講師が常勤している。教科としても、中国語・韓国語の科目を設置し、弁論大会への出場・実際に各国への研修などにおいて、高い評価を得ている。
また、英語に関しても、ALTが現在2名勤務しており、コミュニケーション面において高度な指導を行っている。
校舎
本校の校舎は充実した教育を行うために環境面に対しても配慮を行っている。
様々な生徒・来校者にも対応できるようにバリアフリーが重視されており、エレベーターも設置されている。玄関から各教室・校舎は段差が無く、車椅子でも安易に移動ができる。ただし、老の山公園口から学校まで急勾配で長い距離の坂道がある。
教室面では、化学教室・生物教室が広い空間を設けられゆとりをもって実験・学習できるようになっている。
また、様々な教育を行うために特別教室にはプロジェクターや音響機能が備わっており、各教室で視聴覚授業が行える。
更に、純和室の教室もあり、日本文化の教育も行う。
普通教室（ホームルーム）でも、明るさを取入れた造りになっていて落ち着いた環境での授業を心掛けている。
だが、比較的大きな造りになっているものの、1学級の編成が40人に基準され実際には少々窮屈な現状になっている。
平成20年度より、普通教室に空調設備を導入（以前より暖房器具はあった）し、授業意識の向上を図っている。コンピュータールームや、コミュニケーションルーム（講義や会議に使用する大教室）、音楽教室などの特別教室には当初から空調設備が整っており、これで主な教室全てに空調設備が設置されていることになる。
2階と4階にはコモンホールが設置されており、生徒の談話・自習として活用されている。2階のホールは最も大きな造りで、進路関係の資料も置かれていて、進路指導の場所にも使用されている。
旦陵館学生寮
中等教育学校は通学圏の壁をなくし、県内の者なら誰でも入学ができるということがあり、遠方通学支援のために学生寮が校内にあり、男女各40室ある。
基本的には下関市外（市内の離島を除く）の住居なら入寮は可能だが、市外入学者が多く新規・途中入寮が難しい現状である。更に各学年男女各6名以内という規定もある（2021年度の男子入寮生は例外的に9人である）。
完全個室で、机・寝具・クローゼットなどの基本的な家具は揃っている。また、LANプラグがあり、パソコンを設置すればインターネットも使用可能だが、1人当たり2台までしか接続できない規定がある。また、食事は前期・後期関係無く給食を提供する。
校則のない学校づくり
本校の特色として、『校則のない自由な校風』とあり、注目を集めている。
リトル・ティーチャー制
6学年の特色を生かすために、後期課程の生徒が前期課程の生徒に授業を行うもので、数少ない学年を越えた交流のひとつである。教科によって実施の有無・内容が異なるが、保健体育科の授業指導、理科の実験助手が主である。
現在、さらに幅広い体験を行うために教科の増設などが検案されている。
国際交流
以下の学校と姉妹校提携を結んでいる。
-  韓国晋州高等学校（2006年締結）

また、以下の学校が来校し、交流を行っている。
-  ハンガリープロムジカ女声合唱団
-  中国山東省実験中学、新菅中学

二学期制
三学期形式ではなく二学期形式をとっている。長期休業も3度あり、成績表は年2回、9月の終わりと3月の春休み前に返される。

## 著名な出身者
- 松田優作（下関第一高校に入学後、2年の秋にアメリカへ留学。帰国後にすぐ上京したため卒業生ではない）
- 乾はるか（漫画家、下関第一高校卒）
- 八木美佐子  (山口放送→広島ホームテレビアナウンサー)

## アクセス
JR下関駅より、サンデン交通バス7番乗場（本村経由）で「老山公園口」下車。（250円）
徒歩含め10分程度。
登校時にはスクールバスが市内3ヶ所（下関駅・横野・彦島営業所）から出ており、下校時も横野行きのみある。